# Liuba
Liuba (Люба) és una petita femella de mamut llanut (Mammuthus primigenius) que morí fa aproximadament 40.000 anys a l'edat d'un mes. És de llarg la mòmia de mamut més ben preservada del món, davant de Dima, una mòmia de cria de mamut mascle que anteriorment tenia aquesta distinció.
Fou descoberta el maig del 2007 pel criador de rens i caçador Iuri Khudi, a la península de Iamal (Àrtida russa). Se li donà el nom «Liuba» (el diminutiu de Liúbov (Любовь), 'amor') en honor de l'esposa del descobridor. Liuba pesava 50 kg i mesurava 85 cm d'alçada i 130 cm de llargada. Tenia la mida aproximada d'un gos gros.